# Natura 2000-område nr. 59 Kysing Fjord
Natura 2000-område nr. 58 Kysing Fjord  er et Fuglebeskyttelsesområde (F30), der har et areal på i alt 370 ha. Området omfatter den 3 km lange, lavvandede Norsminde Fjord, en del af den afvandende Kysing Fjord, der er inddiget bruges som landbrugsarealer, og engene omkring Odder Ås nedre løb ud til fjorden. Fjorden har en gennemsnitsdybde på hun ca. 60 cm, og vandstand og saltholdighed er reguleret med en højvandssluse ved Norsminde af hensyn
til landbrugsproduktionen på de tilstødende arealer. Slusen lukker automatisk når vandstanden i havet ud for er over 35 cm over dagligt vande.

## Udpegning
Norsminde Fjord har siden 1942 været udlagt som vildtreservat. Området er et
vigtigt overvintrings- og rasteområde for andefugle og blishøns.
Fuglebeskyttelsesområde 30 er udpeget af hensyn til sangsvane der har en relativt lille, men dog væsentlig forekomst i området, som bidrager væsentligt til at opretholde artens udbredelsesområde i Danmark.
Sangsvane forekommer regelmæssigt i vinterhalvåret i Norsminde Fjord. I perioden 1993 til 2005
er der sket en stigning i forekomsten af arten. Denne stigning er sandsynligvis et udtryk for, at
arten generelt er i fremgang, og en længere periode med mildere vintre betyder, at arten ikke
trækker syd for Danmark. I vinterperioden fouragerer sangsvanen overvejende på vintergrønne
marker med enten raps, hvede eller græs og sangsvanen er derfor
mindre afhængig af vegetationen i selve fjorden.
Norsminde Fjord er den største kystlagune i det tidligere Århus Amt; Naturtypen kystlaguner (1150*) er en prioriteret naturtype i henhold til Habitatdirektivet, men dette er ikke medtaget i udpegningsgrundlaget, da den ikke er habitatområde.

## Fredninger
En del af den tidligere Kysing Fjord, i alt 50 hektar strandeng og afvandet agerjord, lige syd for den nuværende fjord, blev fredet 1970 .

## Videre forløb
Natura 2000-planen blev vedtaget i 2011, hvorefter kommunalbestyrelserne
og Naturstyrelsen udarbejdede bindende handleplaner for
gennemførelsen af planen.  Planen videreføres og videreudvikles i senere planperioder.. Natura 2000-området ligger i Odder og Aarhus Kommune, og naturplanen koordineres med vandplanen for 1.9 Hovedvandopland Horsens Fjord 

## Eksterne kilder og henvisninger
1. 1 2  Miljøstyrelsen Midtjylland (juni 2023). "Naturplan 2022-2027  Natura 2000-område nr.   59 Kysing Fjord" (PDF). mst.dk. Miljøstyrelsen. Arkiveret (PDF) fra originalen 31. maj 2024. Hentet 5. juni 2024.
2. 1 2  
Miljøstyrelsen Midtjylland (november 2021). "Revideret basisanalyse 2022-2027  Natura 2000-område nr.  59 Kysing Fjord" (PDF). mst.dk. Miljøstyrelsen. Arkiveret (PDF) fra originalen 31. maj 2024. Hentet 5. juni 2024.
3. ↑  Om fredningen på Fredninger.dk
4. ↑  "Natura 2000-planlægning 2022-2027". mst.dk. Miljøstyrelsen. 2023. Arkiveret fra originalen 29. marts 2024. Hentet 11. maj 2024.
5. ↑  
Miljøstyrelsen. "Vandplan for Hovedvandopland 1.9 Horsens Fjord" (PDF). naturstyrelsen.dk. Miljøministeriet. Arkiveret fra originalen (PDF) 19 januar 2022. Hentet 5. juni 2024.
Forslag til vandplan
Hovedvandopland 1.9 Horsens Fjord

- Kort over området på miljoegis.mim.dk
- Plandokumenter for Natura 2000-områderne i Jylland Øst for perioden 2022-2027.